# 尼尔斯·恩达尔
尼尔斯·恩达尔（瑞典語：Nils Engdahl，1898年11月4日—1983年9月10日），瑞典男子田径运动员。他曾代表瑞典参加1920年和1924年夏季奥林匹克运动会田径比赛，共获得一枚银牌和一枚铜牌。